# Franz Anton Alexander von Braune
Franz Anton Alexander von Braune (* 17. März 1766 in Zell am See; † 24. September 1853 in Salzburg) war ein Salzburger (bzw. österreichischer) Botaniker. Sein offizielles botanisches Autorenkürzel lautet „Braune“.

## Leben
Braune entstammt einem alten hessischen Adelsgeschlecht. Sein Vater war hochfürstlicher Pfleger (Bezirkshauptmann mit Aufgaben eines Richters) in Zell am See. Er besucht das Salzburger Gymnasium und studierte die Rechts- und Verwaltungswissenschaften. Zuerst war er „Accessist“ im Pflegegericht Werfen. Später war er auch Aufseher des Botanischen Gartens der Stadt Salzburg. 1801 war er Sekretär beim Berg- und Salinenwesen, später Hofkammersekretär. 1806 wurde Braune, dem von österreichischer Seite – im Gegensatz zu Bayern – wiederholt großes Misstrauen entgegengebracht wurde, außer Dienst gestellt. 1809 war er unter bayrischer Verwaltung Sekretär bei der landärztlichen Schule. 1815 konnte er nur mehr als provisorischer Referent für geistliche und weltliche Stiftungen arbeiten, wobei ihm selbst hier eine definitive Anstellung versagt blieb. Sein mehrfaches Ansuchen um Anstellung als Professor für Naturgeschichte am Salzburger Gymnasium wurde von Österreichs Verwaltung nicht bewilligt. Vor allem von bayrischer Seite blieb von Braune als Wissenschaftler aber weiter hoch geachtet. Im Jahr 1815 wurde er hier zum korrespondierenden Mitglied der Bayerischen Akademie der Wissenschaften gewählt.
Seine eigentlichen Leistungen waren und blieben botanisch-wissenschaftlicher Natur. Er wurde Mitglied der Akademien und Gesellschaften von München, Göttingen, London und Moskau. 1797 erschienen seine drei umfassenden und bahnbrechenden Bände Salzburgische Flora. Verschiedene Pflanzenarten (vor allem Alpenpflanzen) sind heute nach ihm benannt. Sein geplantes großes Werk der europäischen Alpenflora blieb unvollendet.
Braune trat auch als Verfasser von Reiseführern und als Literat in Erscheinung.

## Schriften (Auswahl)
- Cuenna und Vivonne oder Rache und Untreu. Ein Trauerspiel in fünf Aufzügen nach Meißners Skizzen frey bearbeitet. Mayr, Salzburg 1793.
- als maßgeblicher Autor und Herausgeber: Salzburgische Flora, oder Beschreibung der in dem Erzstifte Salzburg wildwachsenden Pflanzen. Nebst Angabe ihrer Wohnorte, Blühezeiten, Dauer, Gestalt & ihrer Anwendbarkeit in der Heilkunde und Haushaltungswissenschaft, und ihrem Nutzen für Mahler, Färber, Gärber, Bienenzieher, Förster und Landwirthe. 3 Bände. Mayr, Salzburg 1797.
- Salzburg und Berchtesgaden. Ein Taschenbuch für Reisende. Beck, Wien 1821 (mehrere Auflagen).
- Der Fremde in Salzburg, neuester Wegweiser in der Stadt Salzburg und ihrer Umgebungen. Mayr, Salzburg 1836 (mehrere Auflagen).
- Das Untersberg-Torfmoor-Gefild bei Salzburg. Ein Taschenbuch. Mayr, Salzburg 1845.